# アンドロス
株式会社アンドロス（英: ANDOROS Co.,Ltd.）は、東京都世田谷区に本社を置く日本の企業である。

## 概要
時計のオンライン販売、ウェブサイト制作、海外事業などを行っており、オンラインサイト「コスモナート」を運営している。

## 沿革
- 2003年4月 - 有限会社ANDOROSとして設立された。時計のオンライン販売、ウェブサイト制作業務を開始。
- 2004年4月 - 東京都世田谷区太子堂にて営業を開始。
- 2005年4月 - 時計ブランドのアビエイター、シュトゥルマンスキー、ボストーク・ヨーロッパと代理店契約をした。
- 2006年4月 - ロシアのミリタリーメーカー「SPLAV」と代理店契約をした。
- 2007年4月 - 株式会社ANDOROSを設立。
- 2009年9月 - ロシア産カニ卸売業を開始。
- 2012年4月 - 日本国内初のアルゼンチン産タラバ蟹の輸入を開始。「南タラバ蟹」と命名した。
- 2013年9月 - ロシア・CIS諸国への日本製品輸出事業開始。
- 2015年1月 - 恵比寿アメリカンブリッジビルにて、CCBシーフードレストランとバーを開店。
- 2016年9月 - 東京都世田谷区上馬に移転。
- 2018年
  - 4月 - 時計師Konstantin Chaykinの取扱を開始。
  - 11月 - ロシアシステム会社と業務提携し、コーディングサービススタートHTMLコーディングサービストラストコーディングを開始。
- 2019年6月 - ロシア法人IT企業ANDOROS RUS ltd.を設立。

## 事業
- ブランド事業
- ウェブサービス事業
  - ウェブサイト制作
  - システム開発
  - ネット広告
  - ITコンサルティング
- 海外事業